# امین‌آباد (پیران)
امین آباد، روستایی است از توابع بخش مرکزی و در شهرستان پیرانشهر استان آذربایجان غربی ایران.

## جمعیت
این روستا در دهستان پیران قرار داشته و بر اساس سرشماری سال ۱۳۸۵ جمعیت آن ۱۶۵ نفر (۲۴ خانوار)
بوده‌است.